# Üdvözlégy Mária, tengernek csillagja
Az Üdvözlégy Mária, tengernek csillagja az Ave maris stella című Mária-himnusz népének-feldolgozása. Szövege és dallama a Bozóki-énekeskönyvből való. Ugyanebben az énekeskönyvben van egy másik szöveg is a dallamra Árpád-házi Szent Margitról Pannóniában nőtt kezdetű szöveggel.
Gyertyaszentelő Boldogasszony (február 2.) ünnepén Szentmihályi Mihály Ó sion, templomod kezdetű szövegével éneklik a dallamot.
Feldolgozás:
| Szerző       | Mire        | Mű                |
| ------------ | ----------- | ----------------- |
| Bárdos Lajos | vegyeskar   | Musica Sacra I/4  |
| Bárdos Lajos | vegyeskar   | Musica Sacra I/5  |
| Bárdos Lajos | egynemű kar | Musica Sacra II/2 |

## Kotta és dallam
| Üdvözlégy Mária, tengernek csillagja, Mindenkor Szűzanya, mennyország kapuja. Téged kérünk, hallgass minket, szent Fiadnak ajánlj minket, Ó szép Szűz Mária! | Mennyből leküldetett Gábriel arkangyal, Hogy téged köszöntsön üdvözlő szavakkal. Téged kérünk… | Oldozd meg kötelét a mi sok vétkünknek, És nyisd meg szemeit a te híveidnek. Téged kérünk…    |
| Lássuk meg, Asszonyunk, hogy édes Anyánk vagy, Jézusnál minekünk jóságos védőnk vagy. Téged kérünk…                                                          | Ó szűzek szent Szűze, a te fiaidnak Adj tiszta életet szegény szolgáidnak. Téged kérünk…       | Hogy a te Fiadat mind földön, mind mennyben Dicsérjük boldogan az örök életben. Téged kérünk… |

## Ó Sion, templomod
| Ó Sion, templomod, ékesítsd csarnokod, Így fogadd Krisztusod, királyod, pásztorod. Íme, itt jön szűz Mária, karján lelkünk vigassága, Úristen szent Fia! | A törvényt megtartja, mint az Úr meghagyta, Fiát bemutatja, Simeon fogadja. A szentséges szűz Mária karján lelkünk vigassága, Úristen szent Fia! |
| Mennyeknek ajtaja, üdvösség hajnala, S e hajnal csillaga lett a szép Szűzanya. A szentséges …                                                            | Nyissuk fel lelkünket, kérjük Istenünket, Hogy adjon kegyelmet, mert íme közelget A szentséges …                                                 |

## Pannóniában nőtt
| Pannóniában nőtt, teljes szép viola. Jó magyar nemzetnek bíztató hajnala. Szűz szent Margit, esedezzél nemzetünkért az Istennél, Szép, magyar liliom! | Szigeti klastromban, nagy Duna mentében Élt ez a királylány angyali szépségben. Szűz szent Margit, esedezzél… | Testét sanyargatván Istennek áldozta, Gyakorta éjjel is az Urat áldotta. Szűz szent Margit, esedezzél…            |
| Szőrövet kötöze gyenge derekára, Gondot úgy visele üdvösség dolgára. Szűz szent Margit, esedezzél…                                                    | Még ifjan magához az Isten felvette, Az örök életben megdicsőítette. Szűz szent Margit, esedezzél…            | Lelkünk szép mécsese, fényeskedjél bennünk, Hogy a szép szemérem ékítse ép lelkünk. Szűz szent Margit, esedezzél… |

## Felvételek
- PaSa Bazilika koncert. Pannonia Sacra Katolikus Általános Iskola kórusa, vezényel Blazsek Andrea  YouTube (2014. május 18.)  (Hozzáférés: 2017. január 1.) (videó) 10:42–11:45.
- Üdvözlégy Mária tengernek csillaga. YouTube (2011. március 5.)  (Hozzáférés: 2017. január 1.) (videó)